# Kovačevac (Nova Gradiška)
Kovačevac je naseljeno mjesto u Republici Hrvatskoj u sastavu grada Nova Gradiška u Brodsko-posavskoj županiji.

## Zemljopis
Kovačevac se nalaze zapadno od Nove Gradiške na cesti prema Okučanima, susjedno naselja Mašić se nalazi na zapadu.

## Stanovništvo
Prema popisu stanovništva iz 2011. godine Kovačevac je imao 669 stanovnika, dok je 2001. godine imao 699 stanovnika, od čega 626 Hrvata i 37 Srba. 
| broj stanovnika | 306   | 305   | 283   | 383   | 470   | 566   | 510   | 547   | 613   | 651   | 685   | 791   | 835   | 807   | 699   | 669   | 562   |
|                 | 1857. | 1869. | 1880. | 1890. | 1900. | 1910. | 1921. | 1931. | 1948. | 1953. | 1961. | 1971. | 1981. | 1991. | 2001. | 2011. | 2021. |

## Poznate osobe
- Viki Ivanović - hrvatski sportski novinar